# مسابقات جهانی تنیس روی میز ۱۹۵۹

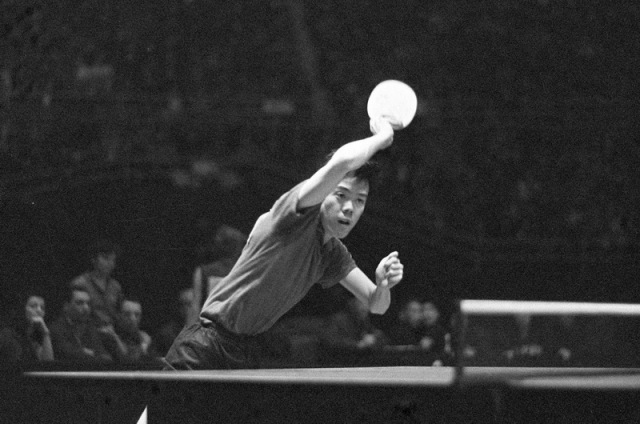
تنیس روی میز

مسابقات جهانی تنیس روی میز ۱۹۵۹ (انگلیسی: 1959 World Table Tennis Championships) بیست و پنجمین دوره مسابقات جهانی تنیس روی میز است که در شهر دورتموند، آلمان برگزار شده است.
این مسابقات از ۲۷ مارس تا ۵ آوریل ۱۹۵۹ در دو بخش تیمی و انفرادی انجام شده است.